# Cuento de la princesa muerta y de los siete caballeros
El cuento de la princesa muerta y los siete caballeros (en ruso: «Сказка о мёртвой царевне и о семи богатырях», romanizado: Skazka o miórtvoi tsarevne i o semí bogatyriaj, literalmente: El cuento de la zarevna muerta y los siete bogatýrs) es un poema de 1833 de Aleksandr Pushkin que representa un cuento de hadas sobre la búsqueda del zarévich Yeliséi de su amor, la zarevna, que ha sido expulsada por su madrastra.

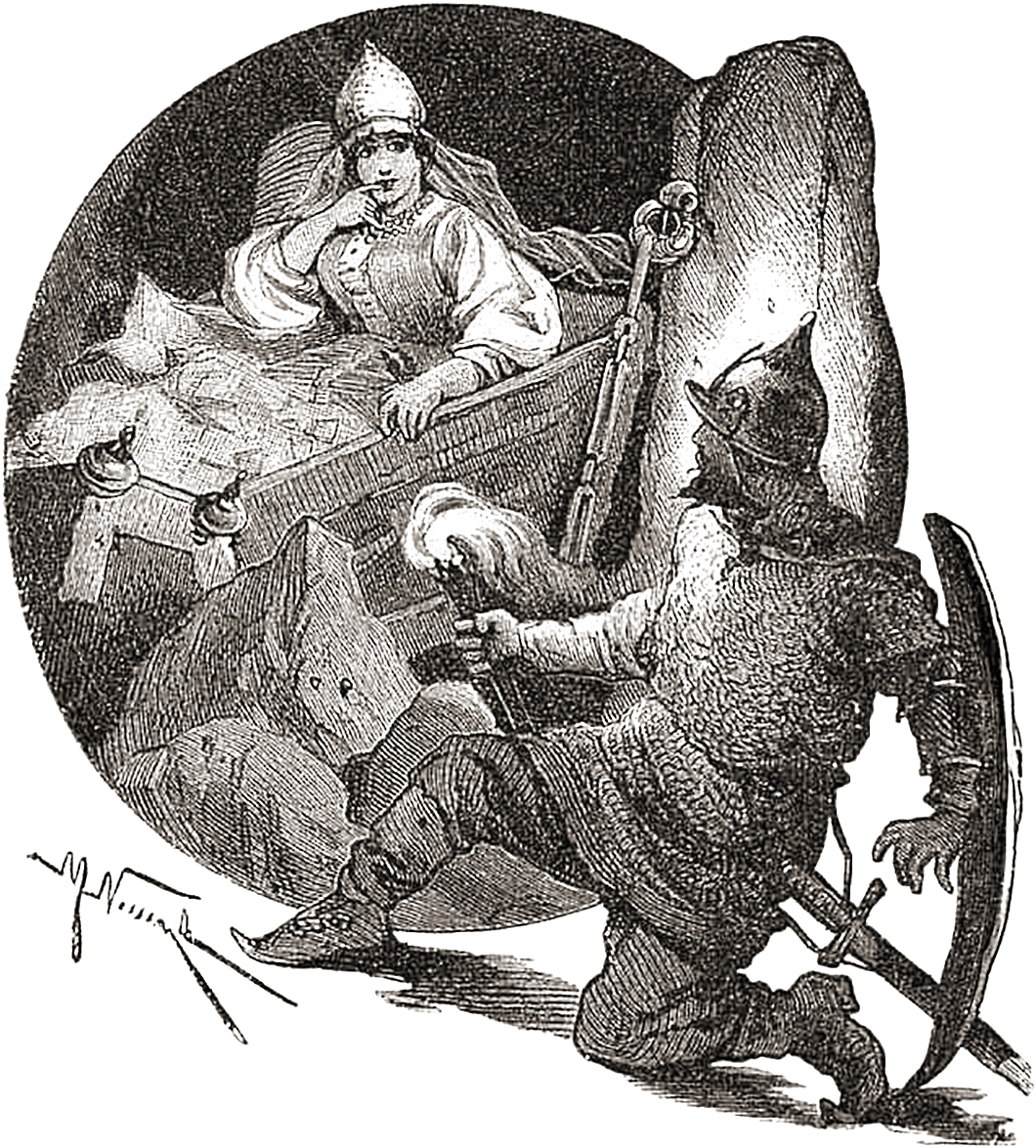
El cuento de la princesa muerta y los siete caballeros. Mijaíl Nésterov. 1889

## Origen
Si bien la historia se parece al cuento "Blancanieves" (1812) de los cuentos de hadas de Grimm, se basa en el folclore nacional ruso, al igual que otros cuentos de hadas de Pushkin en verso inspirados en los cuentos de la infancia contados por su niñera Arina Rodiónovna en el pueblo de Mijáilovskoye.
Se pueden encontrar historias similares en la colección de Cuentos de hadas de rusos de Aleksandr Afanásiev (cuentos número 210 y 211), la Gran colección de cuentos de hadas rusos (1861) de Iván Judyakov (cuento número 45), Fábulas y leyendas de la región de Samara (1884)) de Dmitri Sadóvnikov (cuento número 14) y los Grandes cuentos de hadas rusos de la gobernación de Vyatka (1915) de Dmitri Zelenin (cuento número 52).
Los investigadores encuentran mucho simbolismo en la versión de Puhskin del cuento de hadas con raíces tanto en la mitología eslava como en el cristianismo.

## Resumen de la trama
La trama de este cuento de Aleksandr Pushkin es:
Un zar emprende un viaje y deja atrás a su hermosa zarina. La zarina pasa días y noches esperándolo junto a la ventana, y en nueve meses da a luz a su hija. A la mañana siguiente, su esposo regresa y ella muere de felicidad y agotamiento el mismo día. En un año, el zar se casa con otra mujer, no solo inteligente y hermosa, sino también arrogante y celosa. Ella tiene un espejo mágico en su poder que le responde, alabando su belleza.
A medida que pasa el tiempo, la joven tsarevna crece y se compromete con el príncipe Yeliséi. La noche antes de la boda, la zarina le pregunta a su espejo mágico si sigue siendo la más dulce y bonita de todos, pero el espejo apunta a la tsarevna lo que vuelve loca a la mujer. Ella le ordena a la sirvienta Chernavka que lleve a su hijastra al corazón del bosque, la ate y se vaya a los lobos. Chernavka sigue las órdenes, pero a medida que se adentran en el bosque, la tsarevna comienza a suplicar que le perdone la vida. Chernavka, que simpatiza con la niña, la deja desatada y, a su regreso, miente a la zarina. Pronto, la noticia de la novia desaparecida llega al príncipe, quien inmediatamente emprende una búsqueda para encontrarla.
Mientras tanto, la tsarevna deambula por el bosque y se topa con un terem custodiado por un perro del que se hace amiga de inmediato. Entra en la cabaña, pero no encuentra a nadie, así que limpia todo y se va a dormir. Después de un rato, llegan siete bogatyrs a cenar. Saludan amablemente y alimentan a la joven, llamándola su hermana, y por la forma en que habla deducen que debe ser una tsarevna. La tsarevna se queda con sus hermanos recién encontrados, cuidando la casa mientras cazan en el bosque o luchan contra invasores extranjeros.
Después de un tiempo, la malvada zarina se entera con ayuda del espejo mágico que su hijastra todavía está viva. Ella le ordena a Chernavka que se deshaga de la tsarevna bajo pena de muerte. La sirvienta se viste de monja y viaja a la casa de los siete bogatyrs. La recibe el perro que ladra y no la deja acercarse a la dueña que de todos modos le tira pan. A cambio, la monja le arroja una manzana y desaparece. Tan pronto como la tsarevna muerde la manzana, se envenena y muere. El perro conduce a los bogatyrs hasta ella, el perro muerde la manzana envenenada con ira y también muere, revelando la causa de la tragedia. Los bogatyrs ponen a la joven en un ataúd de cristal y la llevan a una cueva. El mismo día la zarina se entera de su muerte.
Mientras tanto, el príncipe Yeliséi recorre el mundo preguntando a todos si vieron a su novia perdida. Al final decide preguntarle al Sol, que le ayuda a llegar a la Luna. Luego le pregunta a la Luna, que lo ayuda con el viento. Mientras le pregunta al viento, le habla de la cueva con el ataúd de cristal donde yace su novia. Yeliséi encuentra la cueva y golpea el ataúd con todas sus fuerzas, haciendo que se rompa en pedazos y que su novia cobre vida. Cabalgan hasta el palacio y se presentan ante la zarina, que ya está al tanto de la maravillosa resurrección de su hijastra. Pero cuando ve a la tsarevna, cae muerta en agonía. Inmediatamente después de su entierro, la pareja se casa en una gran ceremonia.
También existe el bosquejo de Pushkin de la historia que planeaba escribir, pero que no se parece mucho a la versión que finalmente publicó.

## Adaptaciones
- 1951 — El Cuento de la princesa muerta, URSS,  película de animación tradicional dirigida por Iván Ivanov-Vanó.[6]
- 1978 — Las campanas de otoño, URSS, largometraje dirigido por Vladímir Górikker.[7]
- 1990 — La ópera El cuento de la princesa muerta y los siete caballeros escrita por Víktor Vasílievich Pleshak y representada en el Teatro de Ópera y Ballet del Conservatorio de San Petersburgo.[8]
- 2011 — "Nina Govedarica", Australia, Historia de Vida.